# Арінштейн Ганна Йосипівна
Ганна Йосипівна Арінште́йн (нар. 6 листопада 1913, Городня) — українська радянська селекціонерка, генетикиня. Доктор сільськогосподарських наук від 1964, професор від 1970 року.

## Біографія
Народилася 24 жовтня (6 листопада) 1913 року в місті Городні (тепер Чернігівська область). 1936 року закінчила Глухівський сільськогосподарський інститут, 1940 року — аспірантуру цього закладу. Член ВКП(б) з 1944 року. У 1936—1965 роках працювала на Глухівській дослідній станції; у 1965—1985 роках — завідувач відділу селекції Всесоюзного науково-дослідного інституту ефіроолійних культур.

## Наукова діяльність
Під керівництвом вченої уперше проведено оригінальні дослідження щодо використання методу індукованого мутагенезу в селекції ефіроолійних рослин, розроблено теоретичні основи селекції окремих культур. Є автором районованих сортів конопель, котячої м'яти, ірису, фіалки та інших культурних рослин. Праці:
- Сирень // Эфиромаслич. культуры. Москва, 1976 (у співавторстві);
- Новые перспективные эфиромасличные культуры // Маслич. и эфиромаслич. культуры. Київ, 1983 (у співавторстві);
- Мир душистых растений. Москва, 1983 (у співавторстві);
- Котовник гибридный // Маслич. культуры. 1985. № 5 (у співавторстві);
- Изучение инбредных линий шалфея мускатного // Селекция и семеноводство. 1985. № 5.

## Відзнаки
Нагороджена медалями «За доблесну працю у Великій Вітчизняній війні 1941—1945 рр.», «30 років Перемоги у Великій Вітчизняній війні 1941—1945 рр.», іншими ювілейними медалями та медалями ВДНГ СРСР.